# 小行星3521
小行星3521（3521 Comrie）是一颗绕太阳运转的小行星，为主小行星带小行星。该小行星于1982年6月26日发现。

## 轨道参数
小行星3521的轨道半长轴为2.2616080 UA，离心率为0.068。